# Pepsi One
Pepsi One was een suikervrije cola, op de markt gebracht door PepsiCo in de Verenigde Staten als alternatief voor de reguliere Pepsi. De drank werd zo genoemd omdat het één calorie per blikje bevat.

## Geschiedenis
Op 30 juni 1998 werd de kunstmatige zoetstof acesulfaam-kalium goedgekeurd voor gebruik door de Food and Drug Administration . PepsiCo reageerde vrijwel meteen en kondigde de introductie aan van Pepsi One, die enkel maanden later in de winkelrekken te zien was. De oorspronkelijke formulering was gezoet met aspartaam en acesulfaam-kalium . Deze nieuwe variëteit was gebaseerd op Pepsi Max, die enkel in andere landen verkocht werd, maar deze bevatte een speciale formule en een smaakprofiel dat speciaal voor de Amerikaanse markt was ontwikkeld.
De verkoop van Pepsi One omvatte een reclamecampagne met de slogan 'slechts één calorie'. Vervolgens verscheen komiek Tom Green als woordvoerder in een reeks televisiereclames.
Vóór 2012 was Pepsi One de laatste Pepsi-variant met het oude logo dat van 2003 tot 2008 gebruikt werd, terwijl alle andere Pepsi-varianten het huidige logo gebruikten dat sinds eind 2008 werd gebruikt. Het enige andere Pepsi-product dat het huidige logo niet gebruikte, was Pepsi Throwback, dat opzettelijk retro- verpakkingen gebruikte. Het logo van Pepsi One werd echter later gemoderniseerd met het huidige logo om in lijn te zijn met de andere producten.
Op 21 maart 2005 kondigde Pepsi-Cola North America aan dat het sucralose zou gaan toevoegen aan een nieuw geherformuleerde Pepsi ONE om een volle smaak cola te creëren. 
In januari 2014 testte het consumententijdschrift Consumer Reports de niveaus van de chemische stof 4-methylimidazol – een potentieel kankerverwekkend – in verschillende dranken in de Verenigde Staten en ontdekte dat Pepsi ONE een van de twee dranken was die de chemische stof meer dan 29 microgram per blik of fles bevatte, en dat is de dagelijkse toegestane hoeveelheid van California Proposition 65 voor voedingsmiddelen zonder waarschuwingsetiket.
Midden 2015, nadat het zusterproduct Diet Pepsi was overgestapt op het gebruik van sucralose en Acesulfaam-K als zoetstoffen in plaats van aspartaam, werd Pepsi One stopgezet. PepsiCo schreef op haar website dat "Pepsi ONE is stopgezet. We evalueren regelmatig ons productenportfolio om efficiëntie te vinden en we hebben besloten Pepsi ONE van de markt te verwijderen. Pepsi ONE heeft een zeer beperkte distributie en zal begin 2015 van de markt zijn, en in sommige markten is de productenvoorraad al uitgeput."

## Gelijkaardige producten
Vanaf de introductie in 1964 en tot 1991 werd Diet Pepsi ook op de markt gebracht met één calorie per portie.

## Sponsoring
Op 7 april 2010 werd aangekondigd dat Pepsi One de titelsponsor zou zijn van Toyota Speedway bij Irwindale's Super Late Models, de hoogste divisie van het circuit. De serie heette de NASCAR Pepsi One Super Late Models.